# Forsbach

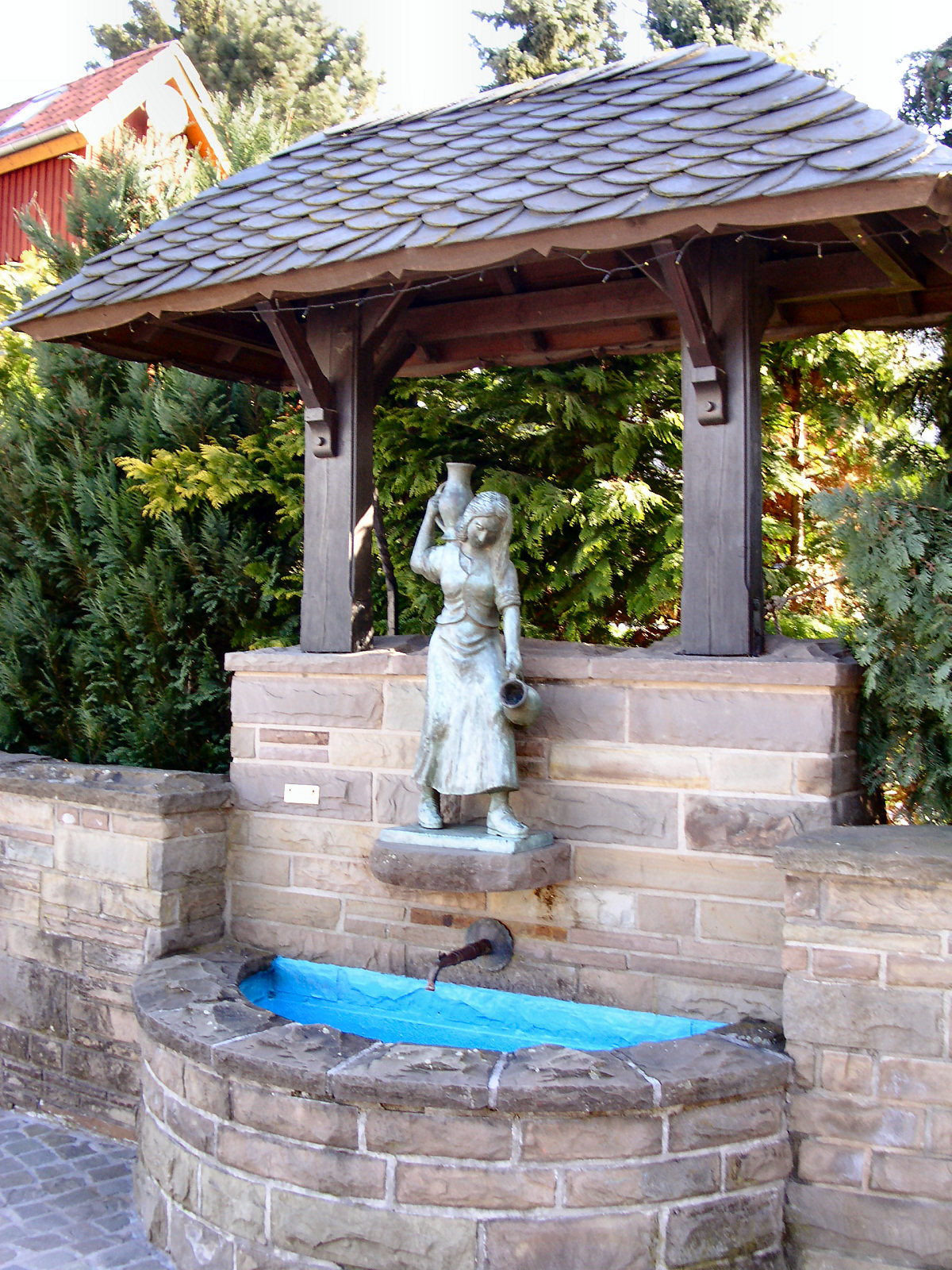
Dorfbrunnen in Forsbach

Forsbach ist ein Stadtteil von Rösrath im Rheinisch-Bergischen Kreis. Auf einer Fläche von 7,5 km² leben rund 6000 Einwohner. Überregional bekannt wurde Forsbach zum einen durch die Gaststätte „Whisky Bill“, zum anderen ist die Rheinisch-Westfälische Genossenschaftsakademie eine in ganz Nordrhein-Westfalen bekannte Fortbildungsstätte für Bankfachleute.

## Geschichte und Entwicklung
Ältester Ortsteil von Forsbach ist die wahrscheinlich schon 893 erwähnte Siedlung von Altvolberg. Der heutige Ortsname wurde erstmals im Jahr 1056 oder 1075 genannt, als Erzbischof Anno II. einen Hof in Vorstbach der Abtei Deutz schenkte. Ab dem Hochmittelalter hatten die Ritter von Forsbach im Ortszentrum ihren Sitz. Dieser lag wahrscheinlich zunächst an der Motte Beienburg und verlagerte sich im Spätmittelalter an den Halfenhof.
Bedingt durch die verschiedenen Siedlungsschwerpunkte entwickelte sich der Ort zunehmend zum Straßendorf entlang der in Nord-Süd-Richtung verlaufenden Bensberger Straße. Die großen Lücken in der Bebauung entlang der mehr als 2 km langen Strecke wurden nach dem Zweiten Weltkrieg durch den stetigen Zuzug von Neubürgern geschlossen. Eine Ausweitung der Wohnbebauung in West-Ost-Richtung folgte. Während sich 1956 für die evangelische Christuskirche noch ein Bauplatz an der Bensberger Straße fand, erfolgte 1964 die Grundsteinlegung der katholischen Heilig-Geist-Kirche in einer Nebenstraße.
Die Bebauung von Forsbach hat mit den anderen Rösrather Stadtteilen keine Berührungspunkte, rings um den Ort findet sich Wald. Auf kurzen Wegen zur benachbarten Großstadt Köln pendeln täglich viele Forsbacher zwischen ihrem „Haus im Grünen“ und ihrer Arbeitsstelle in Köln.

## Whisky Bill

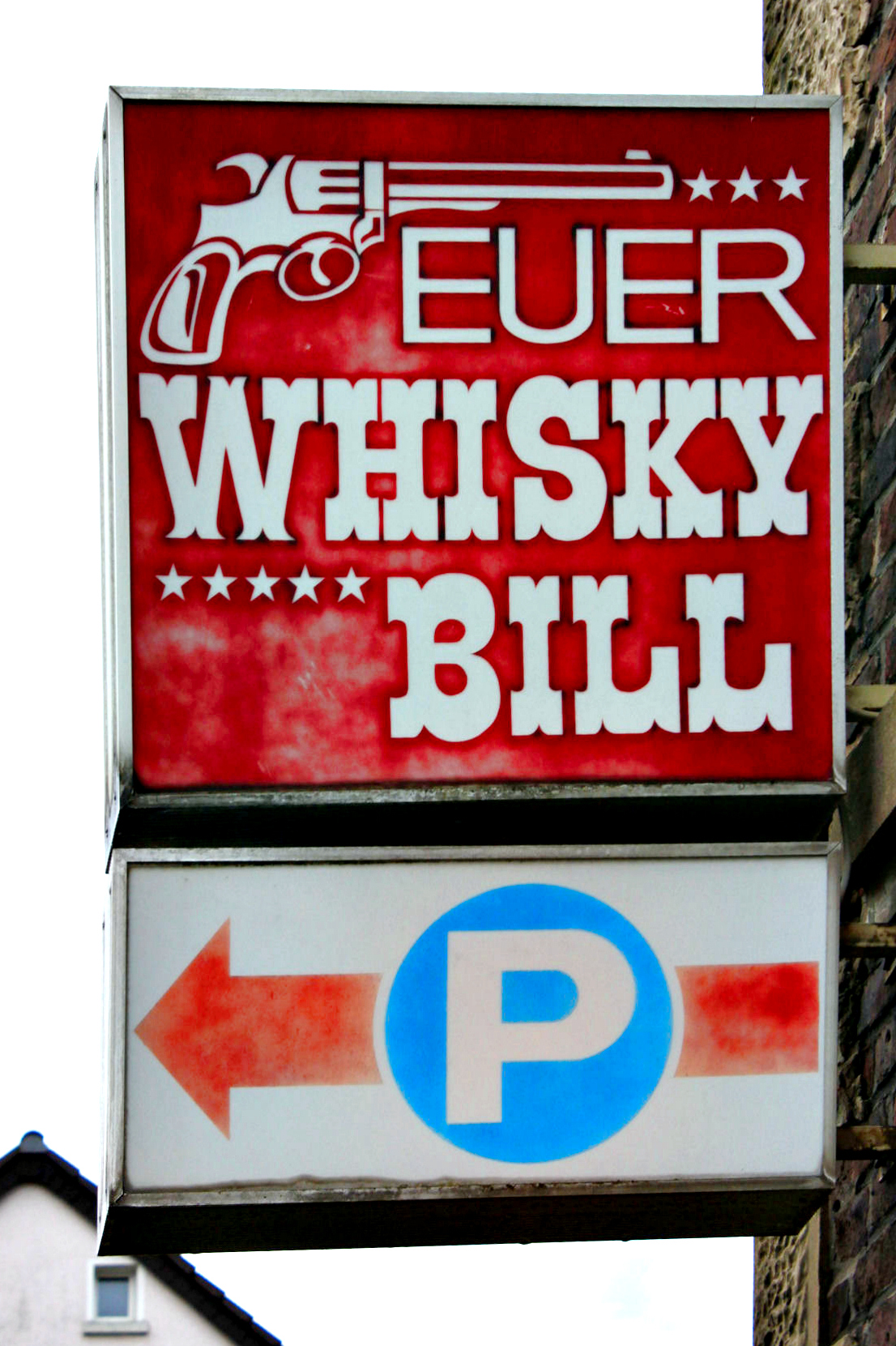

Nach dem Zweiten Weltkrieg diente die Gaststätte „Zum Wiesgen“ zunächst als Quartier für Kriegsflüchtlinge. Ab 1957 konnte Werner Müllenbach den Gastbetrieb wieder aufnehmen. Seine ersten Gäste waren belgische Soldaten, die vor allem Whisky verlangten. Werner Müllenbach hegte Sympathien für den Wilden Westen und warb in Zeitungsanzeigen regelmäßig für seine „Ranch Wiesgen“ mit seinem Konterfei. Ein Cowboy-Hut war dabei sein Markenzeichen und er nannte sich fortan „Whisky Bill“. Seine Diskothek war bis in die 1990er Jahre weit über die Gemeindegrenzen hinaus bekannt. Insbesondere an den Wochenenden war Forsbach mit Hunderten von Fahrzeugen aus dem gesamten Rheinland zugeparkt. Hier wurde bei einem Auftritt auch der Sänger Wolfgang Petry entdeckt. Das Forsbacher Traditionslokal schloss im Juli 2010. Die Immobilie wurde zu diesem Zeitpunkt für eine monatliche Pacht von 2000 Euro angeboten. Die Gaststätte wird zurzeit nur sporadisch, zum Beispiel für Karnevalsveranstaltungen, genutzt. Im April 2014 dienten die Räumlichkeiten als Filmkulisse für den ARD-Film „Besondere Schwere der Schuld“.

## Rheinisch-Westfälische Genossenschaftsakademie

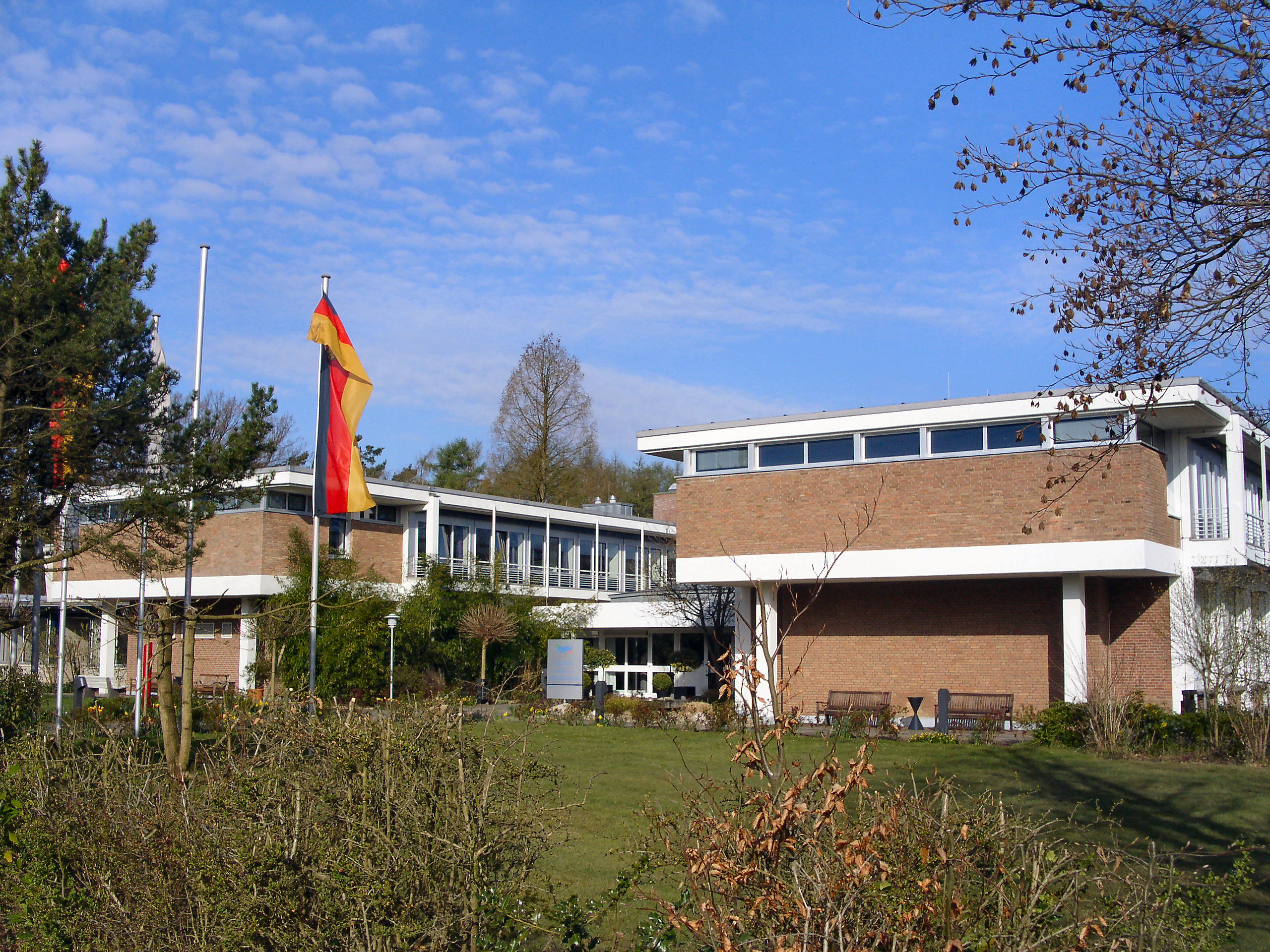
Rheinisch-Westfälische Genossenschaftsakademie in Forsbach

Die Raiffeisenschule Rheinland startete mit ihren Bildungsangeboten für die Mitarbeiter von Volks- und Raiffeisenbanken am 13. September 1965. Bei der Entscheidung für den Standort Forsbach spielte die verkehrsgünstige Lage zur Großstadt Köln eine entscheidende Rolle.
Die Seminare erstrecken sich vielfach über mehrere Tage. Ein angeschlossener Hotelbetrieb sorgt für die entsprechende Unterbringung der Kursteilnehmer. Die Baupläne stammten von dem Forsbacher Architekten Horst Welsch, der für den am Rande des Königsforstes gelegenen Gebäudekomplex auch ein Schwimmbad und eine Kegelbahn konzipierte. Aufgrund der starken Nachfrage nach Tagungsräumlichkeiten für Banken, Versicherungen und andere Organisationen wurde der Gebäudekomplex bereits zweimal erweitert (1975 und 1984).

## Halfenhof
Der zentral gelegene Halfenhof ist ein ehemaliger alter Rittersitz (Motte Beienburg). Ein Teil des großen Gebäudekomplexes wurde im 18. Jahrhundert abgerissen. In dem übrig gebliebenen Halfenhof hat sich eine Schankwirtschaft etabliert. Von 1952 bis 1965 wurden im Saal des Halfenhofes Kinofilme vorgeführt. Der Saal wurde 1971 wegen Baufälligkeit abgerissen. Vor der heutigen Wirtschaft gibt es eine gleichnamige Bushaltestelle der RVK-Linie 423 von Köln-Königsforst nach Bergisch Gladbach. Während andere Haltestellenbezeichnungen auf das System der nächsten Straßeneinmündung umgestellt wurden – zum Beispiel wurde aus „Tente“ im Süden Forsbachs „Wiesenweg“ oder aus „Wiesgen“ im Norden Forsbachs wurde „Holzmarkt“ – blieb es bei der alten traditionellen Haltestellenbezeichnung „Halfenhof“.
Die 1992 hinter dem Halfenhof errichtete Sporthalle wird in erster Linie vom Turnverein Forsbach 1914 e. V genutzt, der vor allem für seine Erfolge im Handball bekannt ist. Von 1996 bis 2000 spielten die Handball-Herren in der Regionalliga. Die „Sportanlage Halfenhof“ umfasst neben der Halle auch mehrere Tennisplätze.
Im Februar 2010 wurde am Halfenhof ein Supermarkt eröffnet.

## Forsbacher Hof
Der Forsbacher Hof wurde im 19. Jahrhundert von seinem ursprünglichen Standort Schwiegelshohn, einer Waldsiedlung zwischen Forsbach und Bensberg, in den Ortskern von Forsbach transloziert. Nach einem Jahrzehnt des Leerstandes erfolgte 2011 eine Demontage der ehemaligen Gaststätte mit der Zielsetzung, das Haus wieder aufzubauen und als Wohngebäude zu nutzen. Diskussionen über die Wiederverwertbarkeit der alten, teilweise maroden Balken, begleiteten den Abriss.

## Verkehr

### Der ehemalige Bahnhof Forsbach
Eine Teilstrecke der ehemaligen Bahnstrecke Köln-Mülheim–Lindlar (im Volksmund: Sülztalbahn) verband Bensberg mit Rösrath und Hoffnungsthal. 1879 wurde eine Streckenführung von Bensberg durch den Königsforst wegen der Überwindung der starken Steigungen noch als zu kompliziert und kostenaufwändig angesehen. Es brauchte mehrere Anläufe, bis die Eisenbahnverbindung am 1. Juli 1890 eröffnet werden konnte. Die Gesamtstrecke der Sülztalbahn führte von Köln-Mülheim über Bergisch Gladbach, Bensberg, Rösrath, Hoffnungsthal und Immekeppel bis nach Lindlar. Das letzte Teilstück zwischen Hommerich und Lindlar wurde am 16. Dezember 1912 fertiggestellt. Die Eisenbahn brachte den Fremdenverkehr ins Bergische Land. 

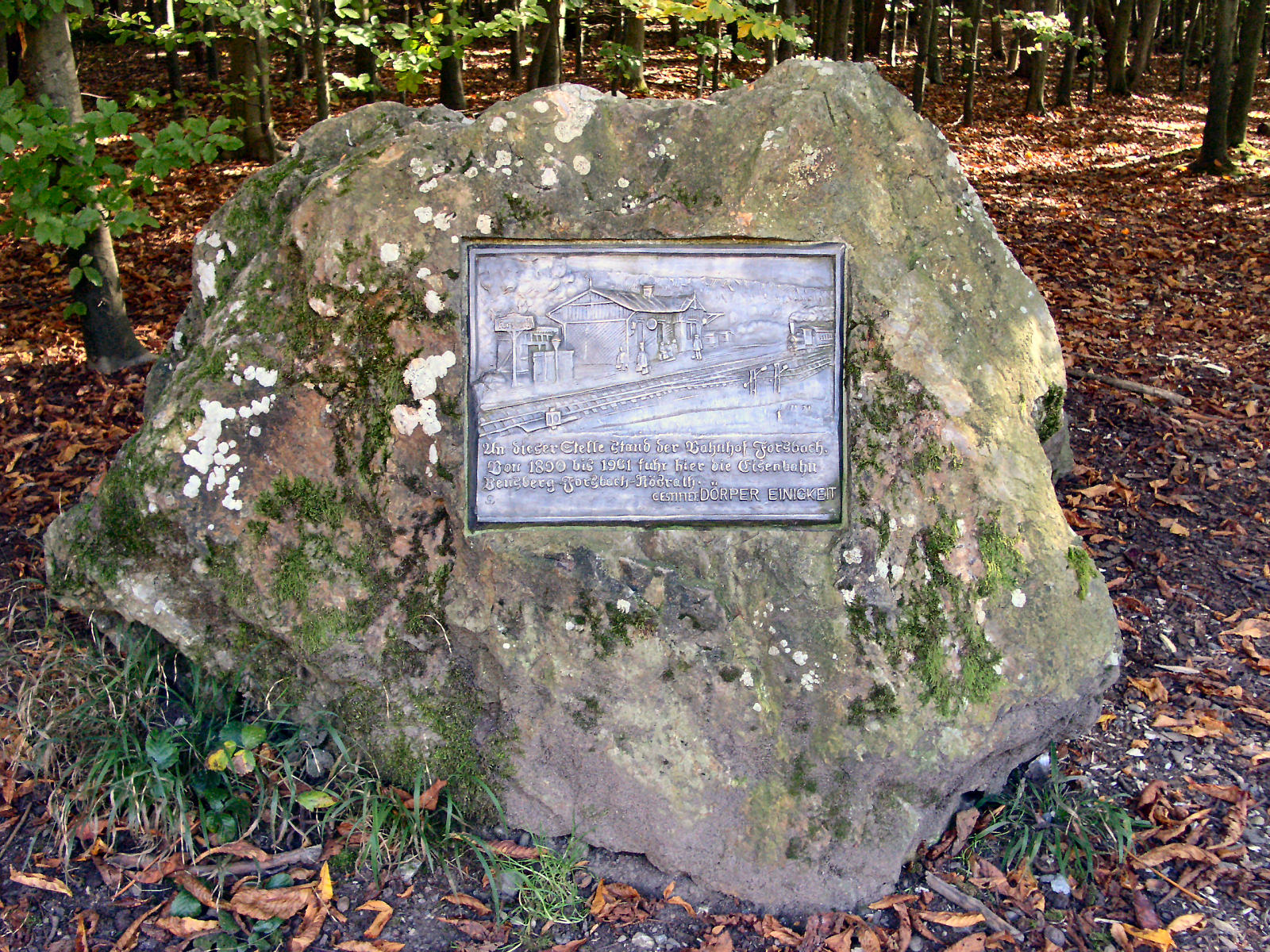
Stein mit Bronzeplakette

 Vielfach verließen die Erholung suchenden Kölner am Bahnhof Forsbach den Zug und wanderten durch den Königsforst. Viele Gaststätten lebten von diesen Bahntouristen, so zum Beispiel die Gaststätte „Forsbacher Mühle“, in der der bekannte Kölner Liedermacher Willi Ostermann gerne einkehrte. Nach der Stärkung mit Kaffee und Kuchen bestiegen die Ausflügler zumeist in Hoffnungsthal wieder die Bahn für die Rückreise.
Mit zunehmendem Autoverkehr im Zuge des Wirtschaftswunders nach dem Zweiten Weltkrieg sank die Zahl der Kölner „Touristen“, die mit der Eisenbahn einen Ausflug ins Grüne machten. Am 1. Dezember 1961 wurde die Strecke zwischen Bensberg und Rösrath für den Güter- und Personenverkehr stillgelegt. Der auf Bensberger Gebiet gelegene Bahnhof Forsbach wurde noch eine Zeit lang als Wohnhaus genutzt und dann abgerissen. Der heutige Wanderer findet an dem ursprünglichen Standort des Bahnhofs im Königsforst nur noch einen Stein mit Bronzeplakette, zur Erinnerung 1994 aufgestellt von der Forsbacher Dorfgemeinschaft „Dörper Einigkeit“.

### Straßenverkehr
Hauptverbindungsstrecken sind:
- die L 288 nach Norden in Richtung Bensberg
- die K 40 nach Südosten in Richtung Hoffnungsthal
- die L 288 nach Süden in Richtung Rösrath
- die L 170 nach Westen in Richtung Kleineichen und Autobahnanschlussstelle Königsforst der A 3

Auf der L 288 verkehrt die VRS-Buslinie 423 Bergisch Gladbach – Bensberg – Rösrath – Königsforst mit sechs Haltestellen in Forsbach.

### Wander- und Radwege
An der L 288 im Norden und an der L 170 gibt es je einen Wanderparkplatz. Man findet folgende Wanderwege:
| Art            | Wegzeichen | Wegstrecke                                          | Weglänge |
| -------------- | ---------- | --------------------------------------------------- | -------- |
| Wanderweg      | X22        | Kurkölner Weg: Meschede – Hoffnungsthal – Köln-Rath | 153 km   |
| Wanderweg      | <4         | Rath-Heumar – Herkenrath – Hommerich                | 37 km    |
| Wanderweg      | <5         | Rath-Heumar – Marialinden – Vilkerath               |          |
| Wanderweg      | <5a        | Köln-Brück – Honrath                                |          |
| Rundwanderwege | A1 A2 A3   | Königsforst                                         |          |

→ siehe auch Wanderwege im Bergischen Land

## Ehemaliger Bergbau
Im nördlichen Teil von Forsbach wurde im Königsforst seit der Mitte des 19. Jahrhunderts Bergbau auf Eisen-, Blei-, Blende- und Kupfererz betrieben. Über die Betriebstätigkeiten der Bergwerke Grube Blondel, Grube Carlsglück und Grube Löwenherz liegen keine näheren Angaben vor. Von der Grube Vereinigtes Glückauf sind Reste eines früheren Grubenaufbaus erhalten.

## Steinmeteorit „Forsbach“
Am 12. Juni 1900, 14:00 Uhr wurde der Fall eines Steinmeteoriten beobachtet. Es handelt sich um einen gewöhnlichen Chondrit mit der Masse 240 g. Er wurde nach seinem Fundort „Forsbach“ benannt und befindet sich jetzt im Mineralogischen Museum der Universität Bonn.

## Bekannte Einwohner
- Alfred Neven Dumont (1927–2015), Verleger und Herausgeber
- Reinhold Neven DuMont (* 1936), Verleger